# Церковь Святого Григория Просветителя (Новороссийск)
Церковь Святого Григо́рия Просвети́теля (арм. Սուրբ Գրիգոր Լուսավորիչ եկեղեցի) — храм Армянской Апостольской церкви городе Новороссийске, Краснодарский край России.

## История
Строительство церкви Святого Григория Просветителя началось в 2001 году. Средства собирали на пожертвования. Храм был полностью построен к концу 2008 года. Автор архитектурного проекта — Левон Артаваздович Авалян, заслуженный архитектор Кубани.

## Экстерьер
Храм облицован розовым туфом, привезённым из Армении. Территория церкви ограждена декоративным забором, ночью храм будет подсвечиваться, чтобы отразить особенности архитектуры здания и создать видимость легкости храма. Также, на территории церкви располагаются лавка для торговли церковной утварью и санитарные помещения для прихожан. Росписью храма изнутри занимались художники-реставраторы из художественной мастерской Эчмиадзина.

### Купола
На высоте почти 30 метров на церкви установили 4 золочёных купола, каждый из которых весит по 100 килограмм. По словам настоятеля храма Тер-Комитаса все элементы церкви глубоко символичны. Так, например, четыре золочёных купола с крестами символизируют четыре течения в христианстве. А сама церковь с высоты птичьего полета тоже напоминает крест. Два этажа храма символизируют человеческое и божественное начала Христа.

## Галерея

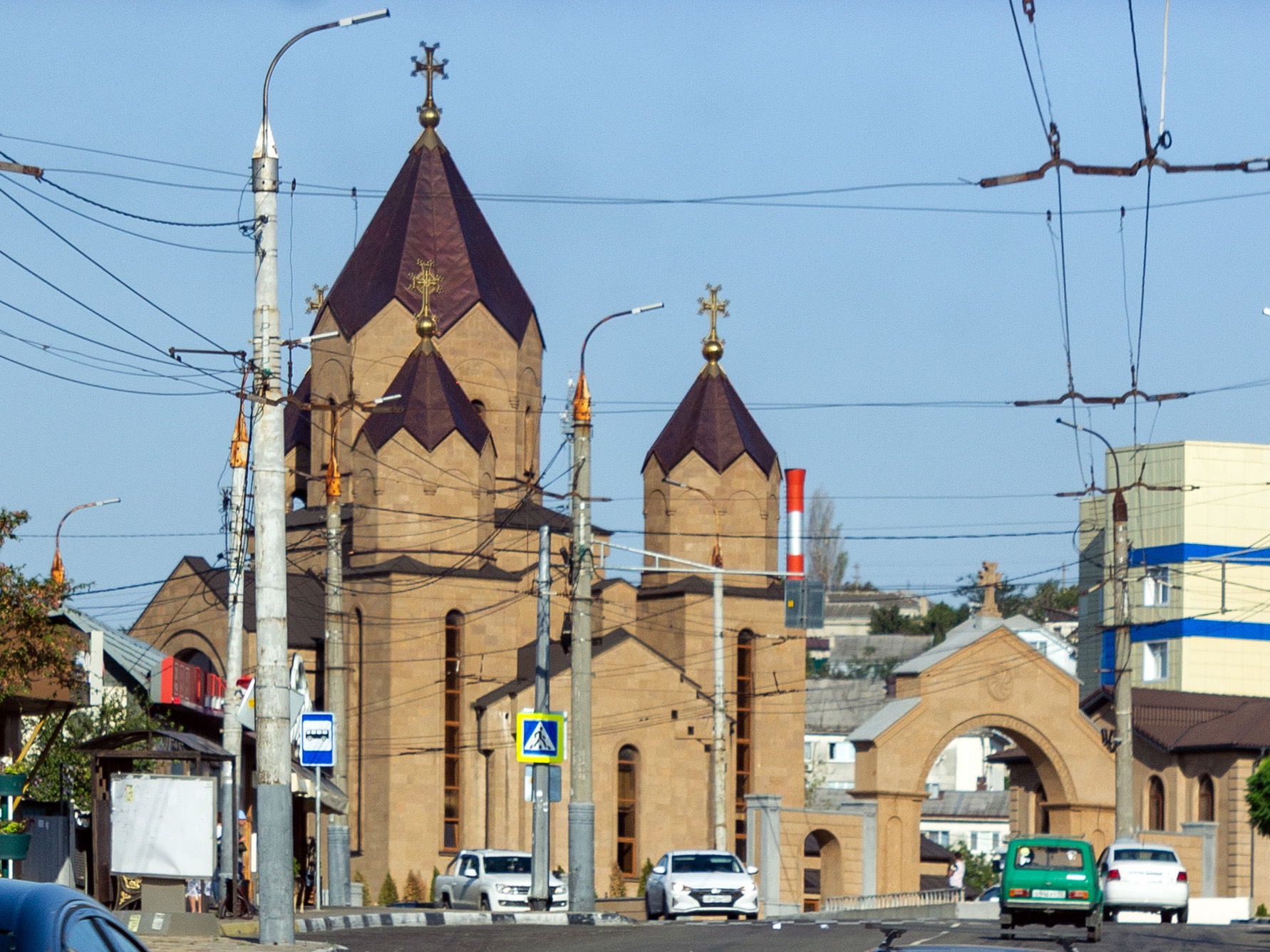
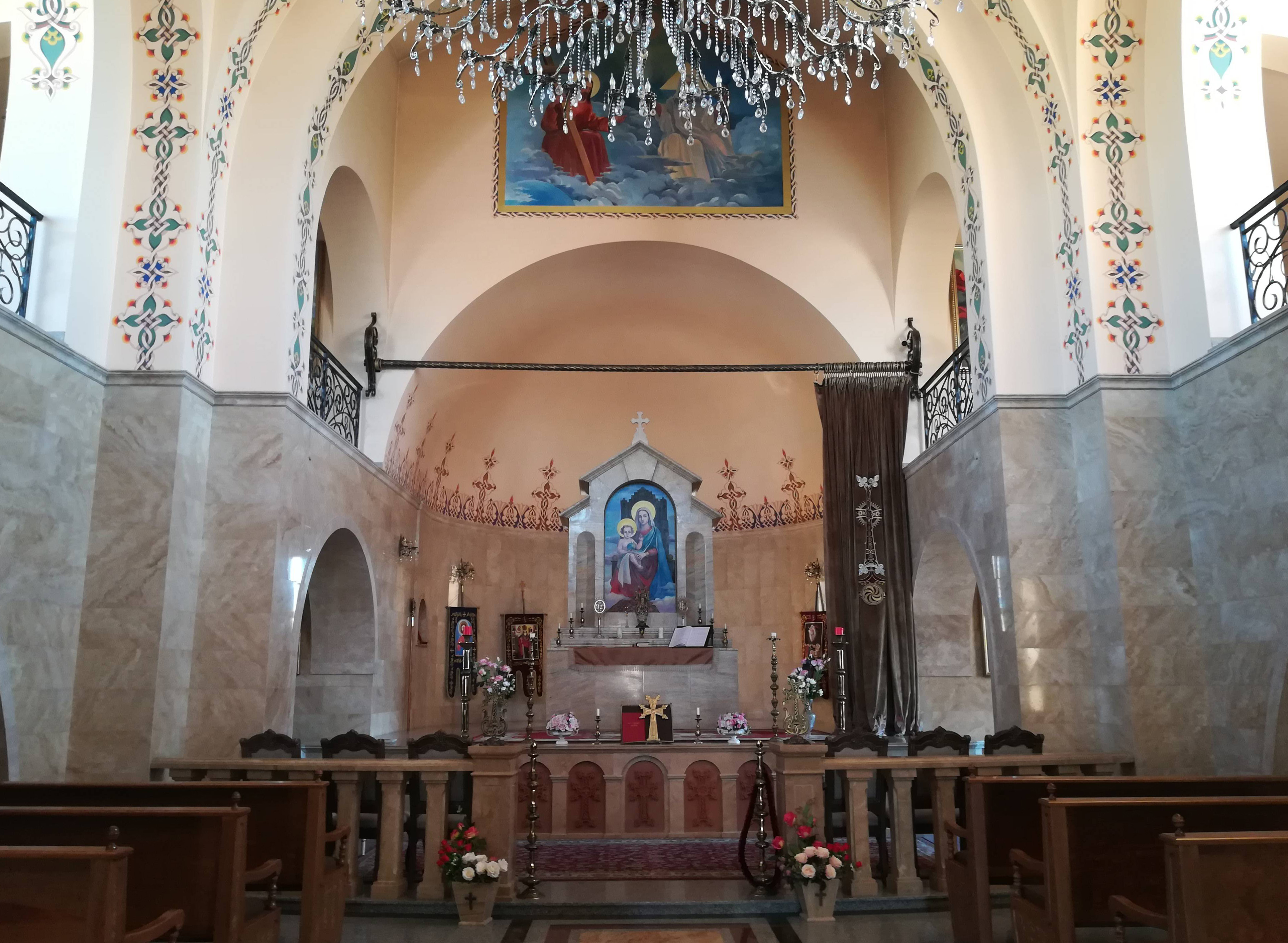
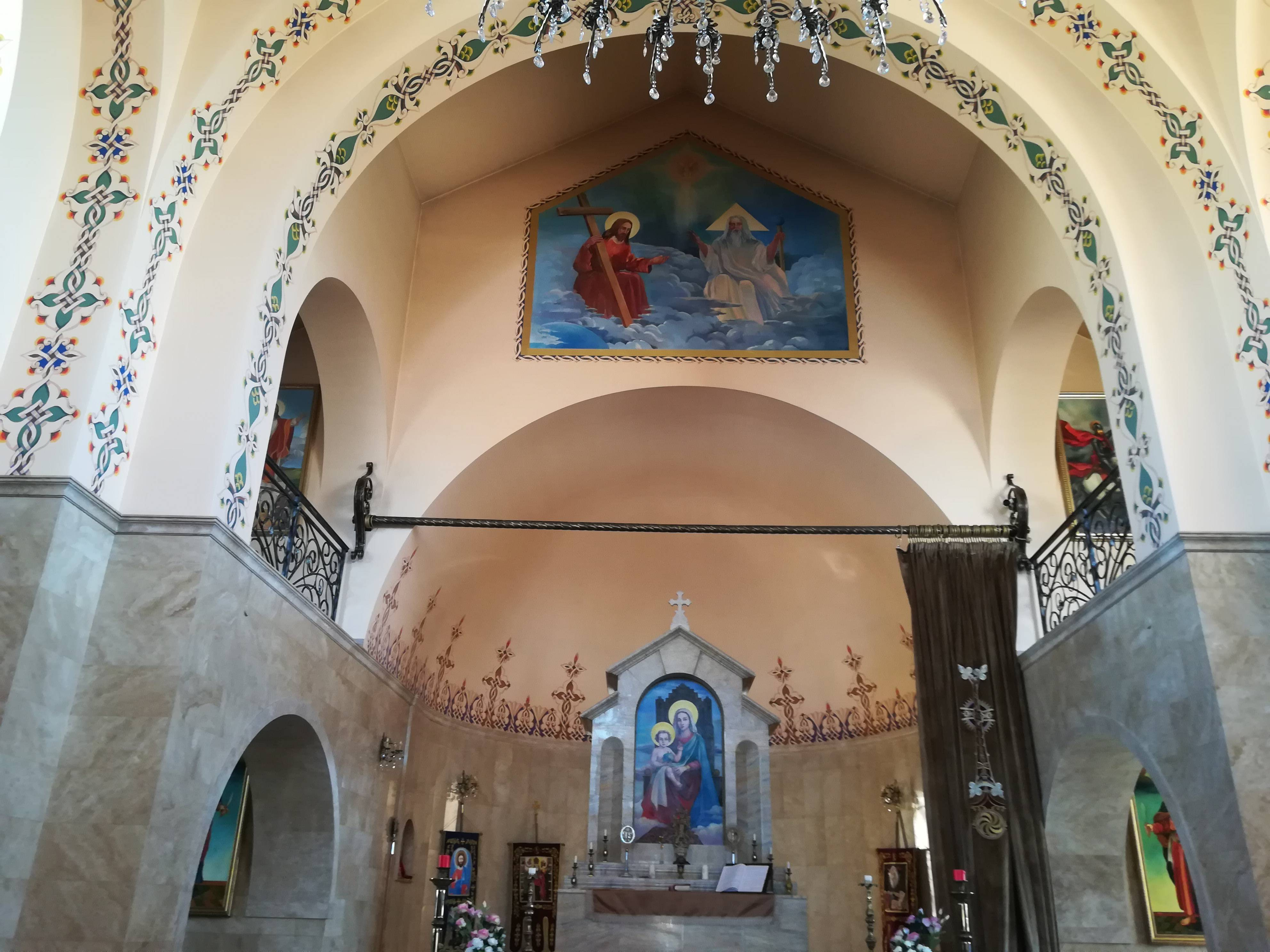
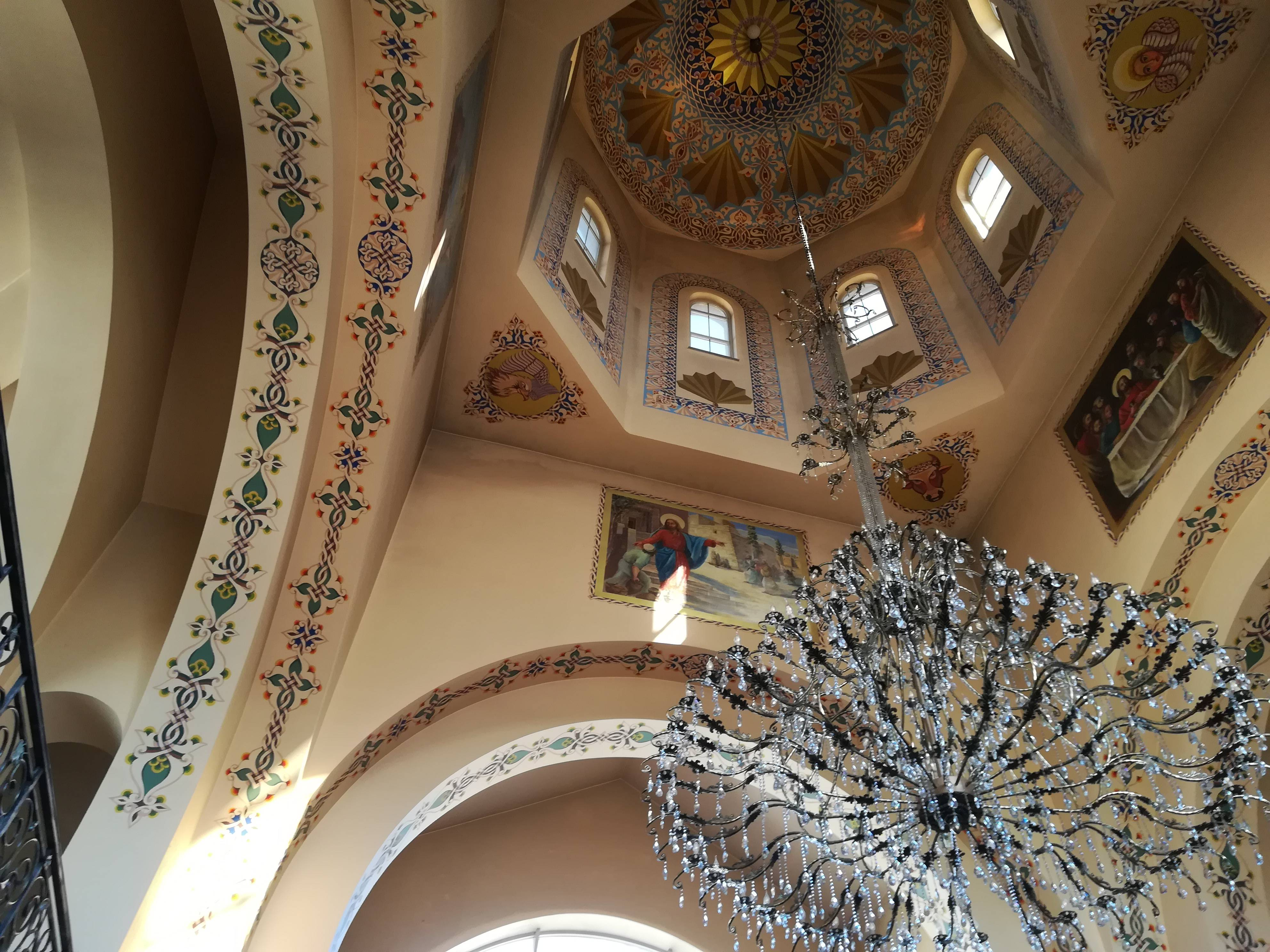
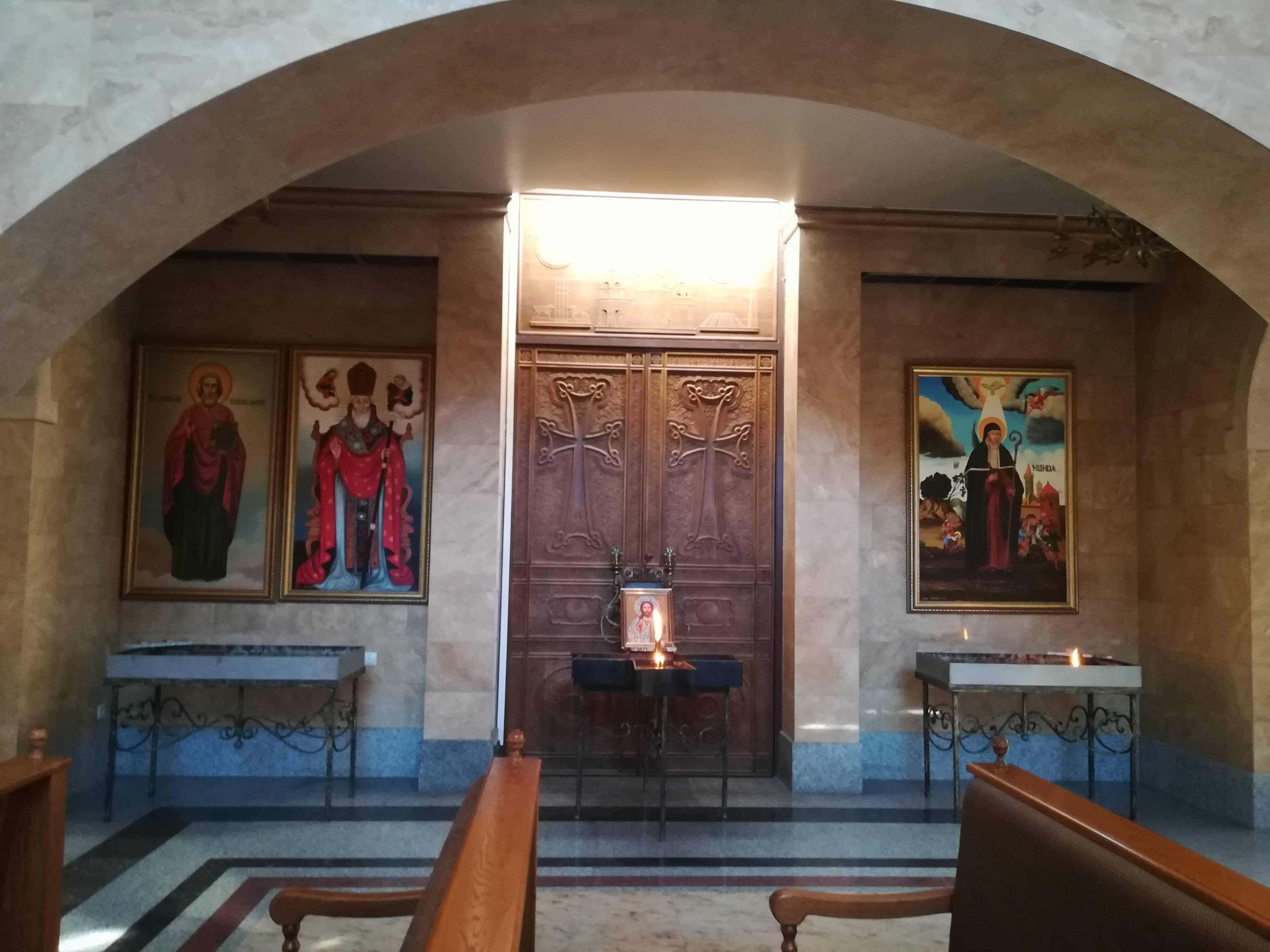
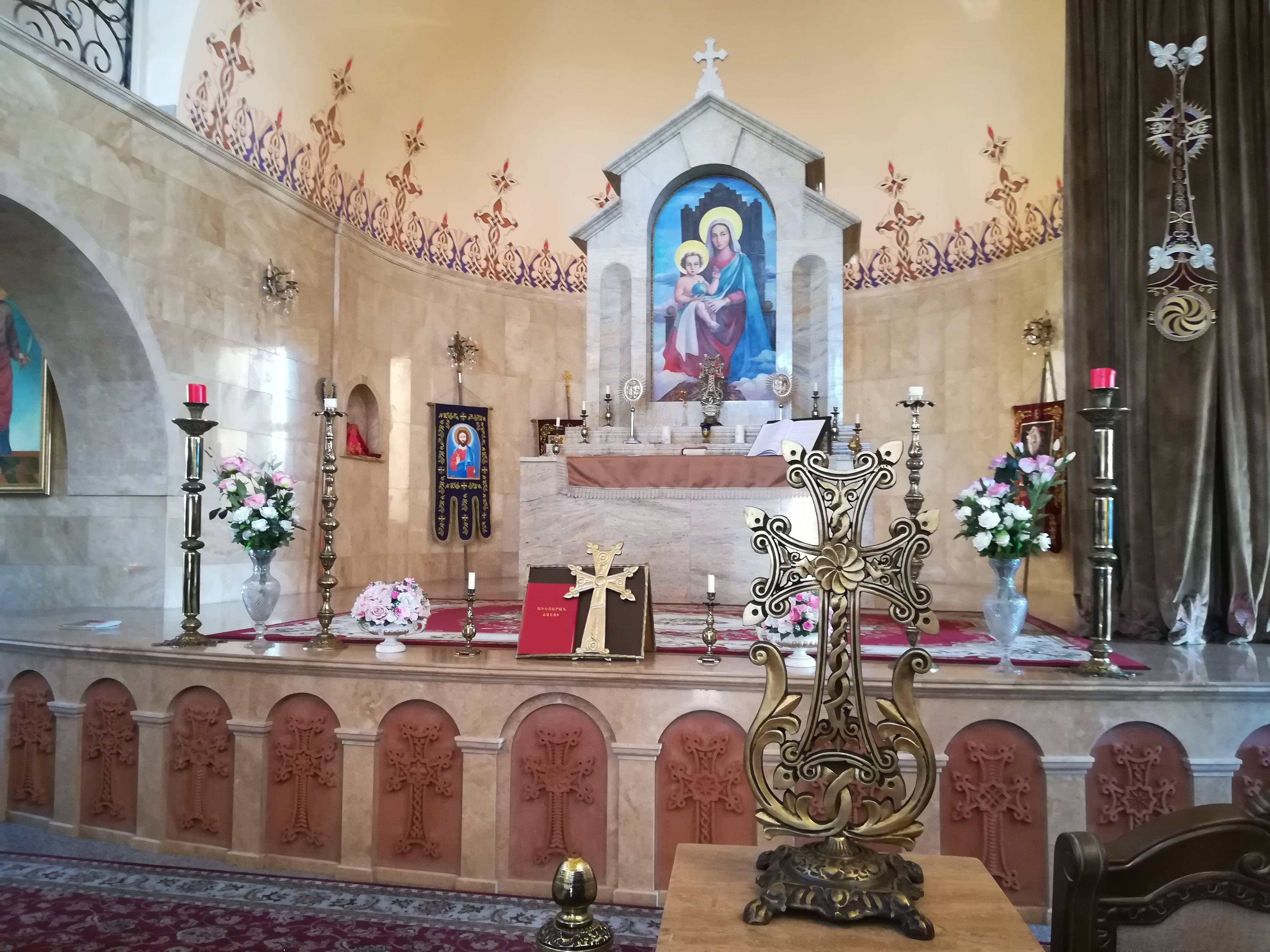